# Bulbophyllum fissibrachium
Bulbophyllum fissibrachium là một loài phong lan thuộc chi Bulbophyllum.